# Tichani Sake
Tichani Sake (28 augustus 2001) is een Surinaams atleet, gespecialiseerd in hoogspringen.

## Biografie
Tichani Sake deed in 2019 mee aan de CARIFTA Games in George Town in de Kaaimaneilanden. Hier behaalde hij de achtste plaats met een sprong van 1,90 meter.
In 2020 werd hij Surinaams kampioen.
In 2023 behaalde hij tijdens de Zuid-Amerikaanse Spelen in São Paulo in Brazilië de zesde plaats met een sprong van 1,95 meter.
Hij vestigde op 8 februari 2020 zijn persoonlijke record van 2,05 meter. Hiermee verbrak hij ook het Surinaamse record.

## Persoonlijk record
- 2020: Hoogspringen 2,05 (Surinaams record)